# Forst Detter-Süd
Der Forst Detter-Süd ist ein 11,39 km² großes gemeindefreies Gebiet im Landkreis Bad Kissingen in der bayerischen Rhön. Das Gebiet ist komplett bewaldet.

## Geografie

### Lage
Der Forst Detter-Süd liegt südlich des Marktes Zeitlofs, mit dem namensgebenden Ortsteil Detter. Im gemeindefreien Gebiet liegen einige Exklaven der Gemeinde Wartmannsroth sowie des Marktes Zeitlofs. Die höchste Erhebung ist ein namenloser Berg mit 428 m ü. NN. Der Forst Detter-Nord ist nicht gemeindefrei, sondern Teil von Detter und damit auf der Gemarkung von Zeitlofs.

### Nachbargemeinden
|                                         | Markt Zeitlofs                              |                                              |
| Roßbacher Forst (Gemeindefreies Gebiet) | Kompassrose, die auf Nachbargemeinden zeigt | Neuwirtshauser Forst (Gemeindefreies Gebiet) |
|                                         | Gemeinde Wartmannsroth                      |                                              |